# Ragamuffins fool
Ragamuffins fool is het derde studioalbum van Jackson Heights. Het werd uitgegeven door Vertigo Records. Het album is opgenomen in 1972 in de Phonogram geluidsstudio in Londen (Phonogram was distributeur van Vertigo Records). Omdat Jackson Heights geen eigen drummer had, werden gastmusici ingeschakeld, waarvan Michael Giles bekend was van King Crimson.  
Hoesontwerper Grahame Berney werd destijds vaker ingeschakeld; ook Jaap Fischers titelloze album uit 1966 draagt ook zijn omslag. In de Verenigde Staten kwam het album uit onder de titel Jackson Heights.

## Musici
- Lee Jackson – zang, basgitaar, percussie, akoestische gitaar, mondharmonica
- John McBurnie – zang, akoestische gitaar, mellotron, piano
- Brian Chatton – zang, piano, elektrische piano, hammondorgel, mellotron

Met
- Michael Giles - drumstel op alle tracks behalve Ragamuffins fool
- Laurie Jay – drumstel op Ragamuffins fool
- Race McCleod – drumstel op Poor Peter
- Mo Fletcher – contrabas op As she starts
- Mox – mondharmonica op Chips and chicken en Poor Peter
- Oli Oliver – fiddle op Poor Peter
- Keith Harris – banjo op Poor Peter

## Muziek
| Nr. | Titel                                                 | Duur |
| --- | ----------------------------------------------------- | ---- |
| 1.  | Maureen (McBurnie, Chatton, Jackson)                  | 3:50 |
| 2.  | Oh you beauty (McBurnie)                              | 4:00 |
| 3.  | As she starts (McBurnie, Chatton)                     | 3:46 |
| 4.  | Be-bop (McBurnie, Chatton)                            | 3:56 |
| 5.  | Catch a thief (Chatton, Jackson)                      | 4:48 |
| 6.  | Ragamuffins fool (McBurnie, Chatton)                  | 4:20 |
| 7.  | Chorale (Five bridges suite) (Keith Emerson, Jackson) | 3:20 |
| 8.  | Chips and chicken (McBurnie, Chatton)                 | 3:57 |
| 9.  | Poor Peter (McBurnie, Chatton)                        | 2:04 |
| 10. | Bellyful of water (McBurnie, Chatton)                 | 3:50 |

De meeste nummers kwamen van de hand van de toegevoegde leden, de bandleider hield zich afzijdig. Hij kwam wel met een bewerking van een deeltje uit de Five bridges suite, een lang nummer van The Nice, de band waar Jackson eerder in had gezeten. Maureen is de vrouw van Chatton; Catch a thief heeft een 5/4 maatsoort; geïnspireerd op Take Five van Dave Brubeck. Chips and chicken voert terug op de arme omstandigheden waaronder de band toen verkeerde. Ragamuffin (Nederlands: schooier) wijst ook op die omstandigheden.